# インサニア
インサニア(INSANIA)は、スウェーデン・ストックホルム出身のヘヴィメタルバンドである。チェコ共和国で活動する同名のバンドとの混同を避ける為、英語表記では、バンド名の最後に彼らの活動拠点である「STOCKHOLM」を付記することがある。

## 概要
1992年、ドラマーのミッコ・コースバックとギタリストのヘンリック・ヤハーノの二人によって、スウェーデンのストックホルムで結成された。彼らの音楽はハロウィンやガンマ・レイ、ブラインド・ガーディアンといったジャーマンメタルバンドや、ストラトヴァリウスといった隣国の北欧メタルバンドの影響を多大に受けている。また、2008年には、イギリスのバンドであるチャンバワンバの楽曲である「Timebomb」をカバーし、同曲は彼らチャンバワンバの公式サイト内で試聴できるようになっている。

## メンバー

### 現在のメンバー
- ディミトリ・ケイスキ (Dimitri Keiski) - ボーカル
- ピーター・オストロス (Peter Östros) - リードギター
- ニクラス・ダーリン (Niklas Dahlin) - ギター
- トーマス・ストルト (Tomas Stolt) - ベース
- ミッコ・コースバック (Mikko Korsbäck) - ドラムス

### 旧メンバー
- ダーヴィド・ヘンリックソン (David Henriksson) - ボーカル
- オラ・ハレーン (Ola Halén) - ボーカル
- ヨーハン・ファールベリ (Johan Fahlberg) - ボーカル
- ヘンリック・ヤハーノ (Henrik Juhano) - ギター
- パトリック・ヴェスティラ (Patrik Västilä) - キーボード

## ディスコグラフィ
- ワールド・オヴ・アイス　WORLD OF ICE　1999年
- サンライズ・イン・リヴァーランド　SUNRISE IN RIVERLAND　2001年
- ファンタジー　FANTASY - A New Dimension　2002年
- アゴニー～ギフト・オヴ・ライフ　AGONY - GIFT OF LIFE　2007年